# Nuova Destra (Israele)
Nuova Destra (in ebraico: הַיָּמִין הֶחָדָשׁ, HaYamin HeHadash) è un partito politico israeliano nazional-conservatore fondato nel dicembre 2018 da Naftali Bennett e Ayelet Shaked. La Nuova Destra mira ad essere un partito di destra aperto a persone sia religiose che laiche.

## Storia
Il 29 dicembre 2018, il ministro della pubblica istruzione Naftali Bennett e il ministro della giustizia Ayelet Shaked annunciano le loro dimissioni dal partito La Casa Ebraica, che Bennett aveva precedentemente guidato. Formano una nuova fazione nella Knesset con un altro deputato, Shuli Moalem-Refaeli, e fondano il partito Nuova Destra (HaJamin HeChadasch) per prendere parte alle imminenti elezioni parlamentari. Inizialmente il partito è guidato congiuntamente da Bennett e Shaked.
Alle elezioni della Knesset del 9 aprile 2019, il partito prende il 3,22% dei voti e non ottiene seggi, non avendo superato la soglia di sbarramento.
Il 29 luglio 2019, il partito raggiunge un accordo con l'Unione dei Partiti di Destra per partecipare alle elezioni parlamentari del settembre 2019. L'alleanza, che prende il nome di Yamina, ottiene il 5,87% dei voti, conquistando 7 seggi (di cui 3 spettanti alla Nuova Destra). Il 10 ottobre la coalizione si rompe e la Nuova Destra e Tkuma si separano. L'8 novembre 2019, Benjamin Netanyahu annuncia che la Nuova Destra si sarebbe unita al suo partito Likud, ma il giorno dopo Shaked smentisce questa notizia.
Il 15 gennaio 2020 la coalizione Yamina viene rifondata e vi si aggiunge anche La Casa Ebraica, per partecipare alle elezioni parlamentari del 2020. Nonostante le pressioni di Netanyahu, Bennett ribadisce più volte che il partito d'estrema destra Otzma Yehudit non sarebbe entrato nella coalizione. Nelle elezioni del 2020 Yamina perde 1 seggio, ma la Nuova Destra difende comunque i suoi 3 seggi. Dopo l'accordo di Governo fra Gantz e Netanyahu, la coalizione si è seduta all'opposizione.
A maggio 2021, Nuova Destra raggiunge un accordo per la formazione di un governo con gli altri partiti di opposizione a Benjamin Netanyahu a capo del quale viene nominato il leader del partito Naftali Bennett.

## Posizioni
Nuova Destra vuole costruire un ponte tra ebrei religiosi e laici. Israele è esclusivamente lo stato nazionale del popolo ebraico, sebbene le minoranze dovrebbero avere pieni diritti civili e individuali.
Il partito rifiuta rigorosamente uno stato palestinese ed è favorevole all'annessione delle regioni C della Cisgiordania (circa il 61% dell'area della Cisgiordania). La popolazione palestinese che vive nelle regioni C deve quindi ricevere la cittadinanza israeliana.
Nuova Destra sostiene il liberalismo economico e rifiuta l'attivismo legale. Inoltre crede nella promozione dell'industria high-tech attraverso un approccio laissez-faire, la resistenza a regolamentazioni non necessarie, e che lo Stato dovrebbe prendersi cura di chi non sa badare a se stesso.

## Risultati elettorali
| Elezioni       | Leader          | Voti               | %                  | Seggi   | +/- |
| -------------- | --------------- | ------------------ | ------------------ | ------- | --- |
| Aprile 2019    | Naftali Bennett | 138,598            | 3.22 (#12)         | 0 / 120 | -   |
| Settembre 2019 | Naftali Bennett | In Yamina          | 3 / 120            | 3       |     |
| 2020           | Naftali Bennett | In Yamina          | 3 / 120            | Stabile |     |
| 2021           | Naftali Bennett | In Yamina          | 7 / 120            | 4       |     |
| 2022           | Ayelet Shaked   | In La Casa Ebraica | In La Casa Ebraica | 0 / 120 | 7   |